# ترواکس، ساسکاچوان
ترواکس، ساسکاچوان (به انگلیسی: Truax, Saskatchewan) یک منطقهٔ مسکونی در کانادا است که در ساسکاچوان واقع شده‌است.

## نگارخانه

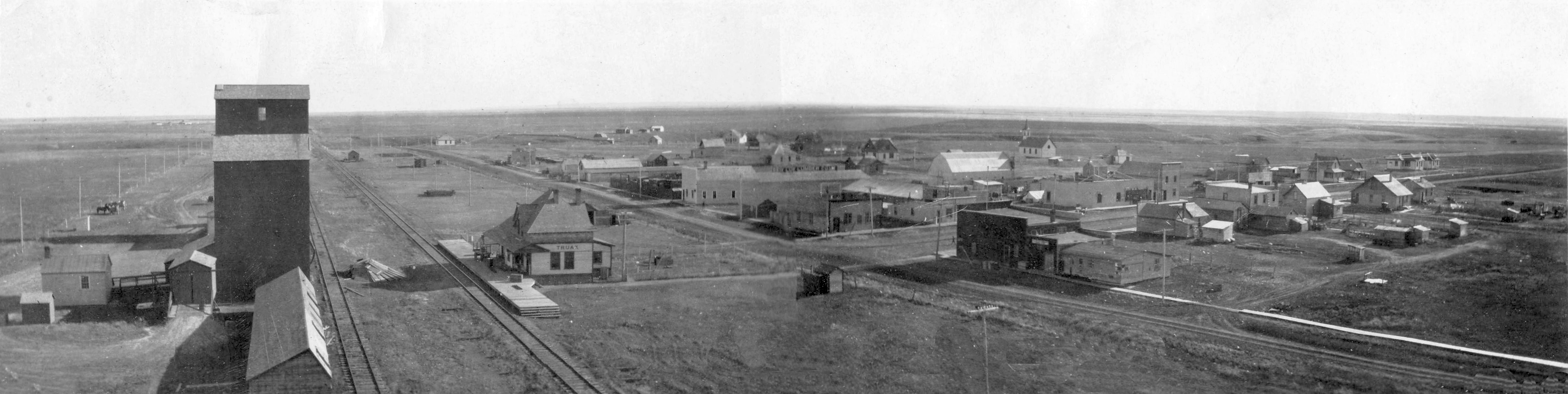
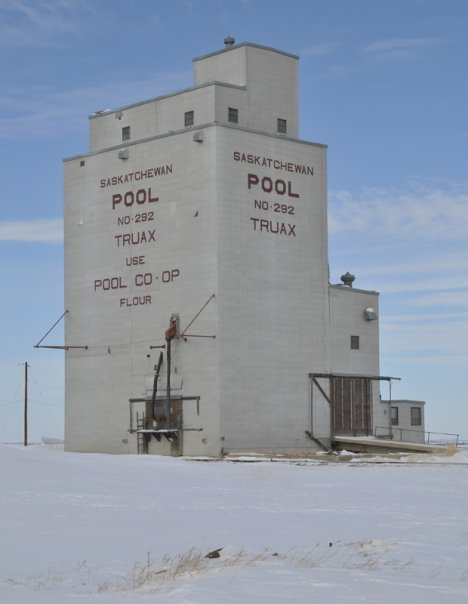